# Estela d'Hammurabi
L'Estela d'Hammurabi és un dels compendis legals més antics i coneguts. Es tracta d'una pedra basàltica negra de dos metres d'alçada, on hi ha escrit el Codi d'Hammurabi, un dels compendis legals més antics i coneguts, i un dels exemplars millor conservats d'aquest tipus de documents creats en l'antiga Mesopotàmia. El codi, escrit en accadi, inclou 282 disposicions legals sobre el comerç, els impostos, el matrimoni, el divorci, el robatori, l'esclavitud i els deutes. Moltes d'aquestes lleis s'assemblen, tant pel que fa al contingut com a la redacció, a les que trobem al Deuteronomi i que Jahvè transmeté a Moisès. Es basa en l'aplicació de la llei del Talió («ull per ull i dent per dent»), i és també un dels exemples més primerencs del principi de presumpció d'innocència, ja que suggereix que l'acusat o l'acusador tenen l'oportunitat d'aportar proves. Va ser escrit el 1750 aC pel rei de Babilònia Hammurabi i s'hi unificaren els codis existents a les ciutats de l'imperi babilònic. Actualment es conserva al Museu del Louvre de París.
Entre altres recopilacions de lleis s'hi pot trobar el Codi d'Ur-Nammu, rei d'Ur (ca. segle XXI aC), les Lleis d'Ešnunna (ca. segle XX aC) i el Codi de Lipit-Ixtar d'Isin (ca. segle XIX aC).

## Característiques
Sovint s'assenyala el codi d'Hammurabi com el primer exemple del concepte que algunes lleis són tan fonamentals que ni un monarca té la capacitat per canviar-les. Les lleis, escrites en pedra, eren immutables. Aquest concepte perviu en la majoria dels sistemes jurídics moderns.
Aquestes lleis, igual que succeeix amb gairebé tots els codis de l'Antiguitat, són considerades d'origen diví, tal com representa la imatge tallada a la part alta del deixant, on el déu Xamaix, déu de la Justícia, lliura les lleis al rei Hammurabi. De fet, anteriorment l'administració de justícia requeia en els sacerdots, els quals a partir de Hammurabi perderen aquest poder. D'altra banda, aconseguia unificar criteris, evitant l'excessiva subjectivitat de cada jutge.
Escrit en accadi perquè pogués ser llegit per qualsevol persona alfabetitzada, el pròleg i l'epíleg estan redactats en un llenguatge més cuidat i amb la finalitat de glorificar el déu babiloni Marduk o Xamaix, i, a través seu, el seu rei. El rei va ordenar que es disposessin còpies d'aquest codi a les places de cada ciutat de l'imperi perquè tot el poble conegués la llei i els seus càstigs; per això, el cos de la llei s'expressa en un llenguatge clar, del poble. Comença amb la partícula "si" (proposició condicional), llavors descriu la conducta delictiva i finalment indica el càstig corresponent. Una de les seves lleis estableix la llei del Talió ("ull per ull i dent per dent").
Està redactat en primera persona i relata com els déus trien Hammurabi perquè il·lumini el país per assegurar el benestar de la gent. Proclama Marduk com a déu suprem, subordinant el panteó sumeri/accadi anterior.
Es pot interpretar també com una gran maniobra de propaganda política i enaltiment del rei, ja que encara que les lleis estaven fixades no es complien de manera sistemàtica (per exemple, en el cas de les execucions o dels preus).

## Història
El rei de Babilònia Hammurabi (1722 - 1686 aC segons la cronologia breu o 1792-1750 aC segons la cronologia mitjana) va pensar que el conjunt de lleis del seu territori havien de ser escrites per complaure els seus déus. A diferència de molts reis anteriors i contemporanis, ell no es considerava emparentat amb cap deïtat, encara que ell mateix s'anomenava «el preferit de les deesses».
El codi de Hammurabi va ser escrit en un bloc de basalt d'uns 2,50 metres d'altura per 1,90 metres de base i col·locat al temple de Sippar; així mateix es van col·locar altres exemplars similars a tot el regne. L'objecte d'aquest codi era homogeneïtzar jurídicament el regne d'Hammurabi. Donant a totes les parts del regne una legislació comuna, es podria controlar al conjunt amb major facilitat.
Durant les diferents invasions de Babilònia, el codi va ser traslladat, cap al 1200 aC, a la ciutat de Susa (Elam), actualment al Khuzestan (Iran). En aquesta ciutat va ser descobert per l'expedició que va dirigir Jacques de Morgan el desembre de 1901. Va ser portat a París, on el pare Jean-Vincent Scheil va traduir el codi al francès, i aquest va ser estudiat per Georg Friedrich Grotefend. Posteriorment, el codi es va instal·lar al Museu del Louvre, on es troba en l'actualitat.

## Aspectes
El codi està gravat en una estela de diorita de 2,25 metres d'alçada per 50 centímetres a la seva zona més ampla. A la zona superior hi ha representat Hammurabi en baix relleu, i dempeus, davant del déu del Sol de Mesopotàmia, Xamaix, el principal de la ciutat sumèria de Larsa. A sota hi apareixen, inscrits en caràcters cuneïformes accadis, les lleis que regien la vida quotidiana.

## Continguts
Les lleis i normes, numerades de l'1 al 282 (encara que falten els nombres 66-99 i 110-111), estan escrites en babiloni antic i fixen diverses regles de la vida quotidiana. Regulen particularment:

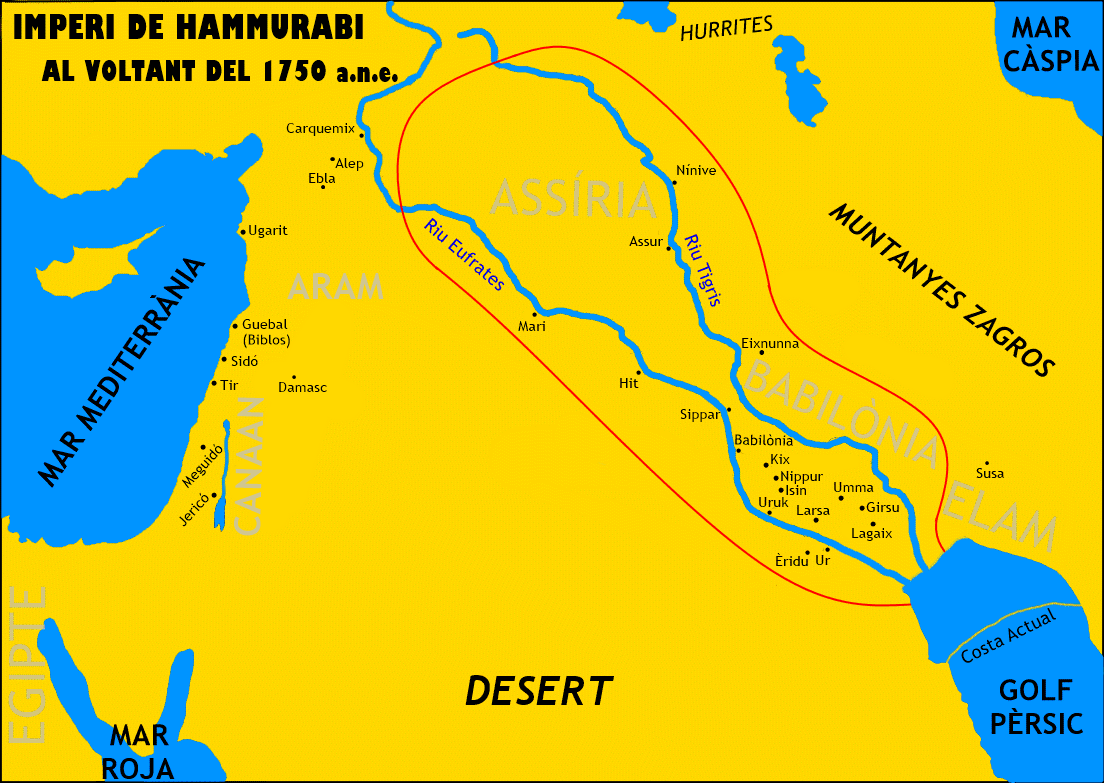
Màxima extensió de l'Imperi de Hammurabi

- La jerarquització de la societat. Existeixen tres grups, els homes lliures o awilum, els muškenum (els qui s'especula podrien ser serfs o subalterns, semilliures) i els esclaus o wardum.
- Els preus. Els honoraris dels metges varien segons s'atengui un home lliure o a un esclau.
- Els salaris. Varien segons la naturalesa dels treballs realitzats.
- La responsabilitat professional. Un arquitecte que hagi construït una casa que es desplomi sobre els seus ocupants i els hagi causat la mort és condemnat a la pena de mort.
- El funcionament judicial. La justícia la imparteixen els tribunals i es pot apel·lar al rei; les fallades s'han de plasmar per escrit. Es basa en la baremació dels testimonis orals i inclou sancions per a les falses acusacions.
- Les penes. Apareix inscrita una escala de penes segons els delictes i crims comesos. La base d'aquesta escala és la llei del Talió.

Es tracten també el robatori, l'activitat agrícola (o pecuària), el dany a la propietat, els drets de la dona, els drets en el matrimoni, els drets dels menors, els drets dels esclaus, homicidi, mort i lesions. El càstig varia segons el tipus de delinqüent i de víctima però sempre té una relació directa o simbòlica amb la falta comesa.
Les lleis no admeten excuses ni explicacions en cas d'errors o faltes; el Codi es posava a la vista de tots, de manera que ningú pogués al·legar ignorància de la llei com a pretext. cal recordar, no obstant, que eren pocs (escribes en la seva majoria) els que sabien llegir i escriure en aquella època.

### Déus esmentats
Al Codi d'Hammurabi s'hi esmenten diferents divinitats mesopotàmiques, entre las quals Anum, pare de tots els déus, Enlil, senyor dels cels i la terra, i Marduk, sobirà dels homes i els països i primogènit d'Enki.
A part d'aquests déus n'apareixen d'altres, per exemple Xamaix, el titular de la justícia, que dictà les lleis i assegurà el benestar de la gent.

## Recepció fora de l'Assiriologia

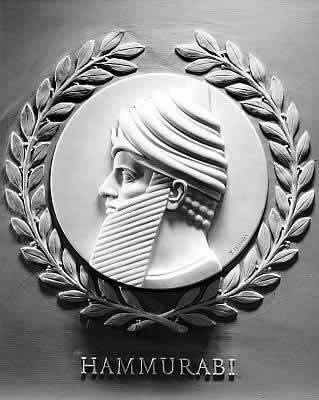
El retrat en relleu d'Hammurabi al Capitoli dels Estats Units, de Thomas Hudson Jones

Sovint es fa referència al Codi en els estudis jurídics, on se suposa que les seves disposicions són lleis i que el document és un veritable codi de lleis. Això també és cert fora del món acadèmic. Alguns autors afirmen incorrectament que el Codi de Hammurabi és el codi de lleis més antic. Tots destaquen la seva importància i els seus atributs positius: el Louvre, per exemple, l'anomena "l'emblema". de la civilització mesopotàmica". L'Organització de Drets Humans d'Hammurabi de l'Iraq va rebre el nom del Codi.
Hammurabi lidera Babylon en cinc dels sis videojocs de Civilization, i a Civilization VI la seva habilitat de líder és "Ninu Ilu Sirum". Aquesta és una primera lectura del Codi incipit, īnu anum ṣīrum ("quan el déu august Anu[m] ..."). La banda sonora de la sèrie de televisió de Corea del Sud  Senyora. Hammurabi, que tracta sobre un jutge, inclou la cançó "Code of Hammurabi". La banda de thrash metal Testament's àlbum 2020 Titans of Creation també inclou una cançó anomenada "Code of Hammurabi".
Hi ha un retrat en relleu d'Hammurabi sobre les portes de la Casa de la Cambra dels Representants del Capitoli dels Estats Units, juntament amb retrats d'altres 22 persones "destacades pel seu treball per establir els principis que subjauen la llei nord-americana". Hi ha rèpliques de l'estela del Louvre a institucions d'arreu del món, incloent: la Seu de les Nacions Unides a Nova York, el Palau de la Pau a La Haia (seu del Tribunal Internacional de Justícia), el Museu Nacional de l'Iran a Teheran, el Museu de Pèrgam a Berlín, l'Institut Oriental de la Universitat de Chicago, la Universitat del Museu d'Arqueologia i Antropologia de Pennsilvània, la University of Kansas Clendening History of Medicine Library, i el Museu Arqueològic Prewitt–Allen de la Universitat Corban.

## Galeria d'imatges

Detall de l'escriptura cuneïforme
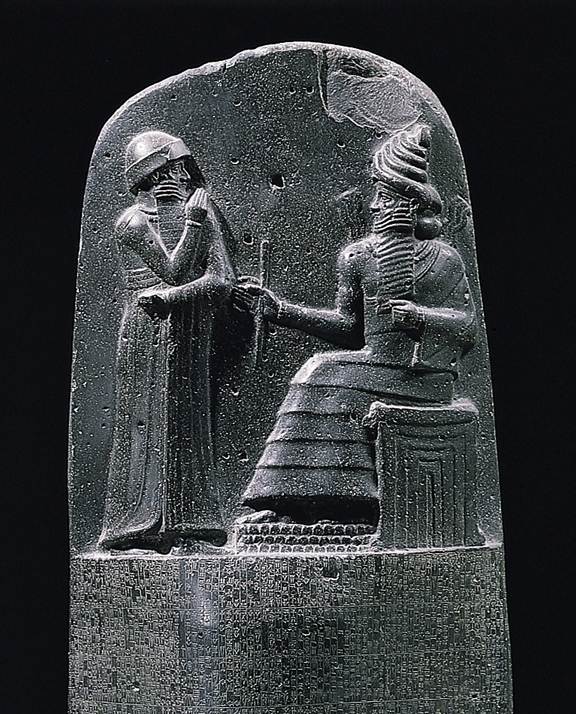
Part superior de l'estela